# Parícutin
Parícutin (hay Volcán de Parícutin trong tiếng Tây Ban Nha; cũng thường được viết là Paricutín hay Paricutin) là một núi lửa ở bang Michoacán, México, gần làng cùng tên bị chiếm dưới dung nham. Nó xuất hiện trên nhiều danh sách Bảy kỳ quan thế giới tự nhiên..
Nó mới đầu là chỗ nứt xuất hiện trong ruộng ngô của Dionisio Pulido, một người nông dân Tarasco, ngày 20 tháng 2 năm 1943. Pulido và vợ con ông chứng kiến vụ phun tro và đá đầu tiên khi đang cày đất. Phần lớn núi lửa mọc lên vào năm đầu tiên, khi nó còn trong giai đoạn nổ đá vụn (pyroclastic phase). Hai làng gần núi Paricutín và San Juan Parangaricutiro đều bị chiếm dưới tro và đá; cả dân cư chuyển sang đất trống gần đấy.
Vào lúc giai đoạn này kết thúc khoảng một năm sau, núi lửa này đã cao 336 mét. Vào tám năm sau, núi lửa tiếp tục nổ, nhưng vào giai đoạn này, nó phần lớn phun dung nham hơi yên lặng, và dung nham này đốt cháy vùng đất chung quanh cách 25 km². Vào giai đoạn này, núi lửa yếu dần từ từ cho đến sáu tháng cuối cùng; vào lúc đó, vụ nổ mạnh mẽ xảy ra thường xuyên. Năm 1952, các vụ nổ kết thúc và Parícutin ngủ yên, sau khi tới độ cao 424 m trên mức ruộng ngô có trước. Núi lửa không hoạt động từ đó đến nay. Giống phần nhiều núi lửa hình nón có than đá, Parícutin là núi lửa rải rác (monogenetic volcano), có nghĩa rằng nó không có thể nổ lần nữa.
Núi lửa là một phần thường của đất Mexico. Paricutín chỉ là núi lửa trẻ nhất trong số hơn 1.400 lỗ dung nham tồn tại trong Vành đai núi lửa xuyên Mexico. Núi lửa này khác biệt vì có người chứng kiến nó từ khi nó mới xuất hiện. Ba người bị thiệt mạng do những chớp được gây ra bởi vụ nổ, nhưng không có sự chết nào được cho là do dung nham hay bị ngạt.